# Craig Barron
Craig Barron (Berkeley, 6 de abril de 1964) é um diretor de arte e especialista em efeitos visuais estadunidense. Venceu o Oscar de melhores efeitos visuais na edição de 2009 por The Curious Case of Benjamin Button, ao lado de Eric Barba, Steve Preeg e Burt Dalton.